# Margarida de Namur
Margarida de Namur, também conhecida como Sibila (1194 — 17 de julho de 1270)  foi suo jure marquesa de Namur. Ela foi esposa de Raul I de Lusinhão, a quem sucedeu como senhora de Châteauneuf-sur-Cher e de Mareuil-en-Berry. Também foi condessa de Vianden pelo seu segundo casamento com Henrique I de Vianden.

## Família
Margarida foi a filha primogênita de Pedro II de Courtenay, imperador latino de Constantinopla e de sua segunda esposa, Iolanda de Hainaut. Os seus avós paternos eram Pedro I de Courtenay e Isabel de Courtenay. Os seus avós maternos eram o conde Balduíno V de Hainaut e a condessa Margarida I da Flandres.
Ela teve treze irmãos mais velhos, entre eles: o marquês Filipe II de Namur, os imperadores latinos de Constantinopla, Roberto I e Balduíno; Iolanda, consorte de André II da Hungria; Maria, esposa de Teodoro I Láscaris, imperador de Niceia, etc.

## Biografia
No ano de 1210, Margarida casou-se com Raul I, senhor de Issoudun, filho de Eudes III, senhor de Issoudun e de Alice de Montbard. O casamento não resultou em filhos, e foi anulado antes de 1213.
Alguns anos depois, ela casou-se com o conde Henrique, em 1216. Ele era filho de Frederico III de Vianden e de Matildde de Neuerburg.
Eles tiveram cinco filhos, três meninos e duas meninas.
Em 1229, ela tornou-se a nova marquesa de Namur, após a morte de seu irmão, Henrique. Ela ocupou o seu território em oposição a reivindicação de Fernando de Portugal, Conde da Flandres, filho do rei Sancho I de Portugal. Embora Margarida tenha saído vitoriosa, Fernando obteve os castelos de Vieuville, perto de Charleroi, e Golzinne, perto de Namur.
A marquesa e seu marido governaram juntos Namur até o ano de 1237, quando ela foi obrigada a transferir as terras para o seu irmão, o imperador Balduíno II. 
O casal também fundou um mosteiro em Vianden. Após a morte de Henrique, em 1252, Margarida tornou-se freira num mosteiro na vila de Marienthal, próximo a Luxemburgo.
Ela faleceu com cerca de 76 anos de idade, e foi sepultada no Mosteiro de Marienthal.

## Descendência
- Frederico de Vianden (m. 10 de novembro de 1247), foi casado com uma mulher desconhecida, talvez um membro da família de Salm, e teve um filho;
- Filipe I de Vianden (m. 23 de abril de 1273), sucessor do pai. Foi marido de Maria de Perwez, com quem teve três filhos;
- Henrique I de Vianden (m. 1267), foi bispo de Utrecht de 1247 a 1267;
- Matilde de Vianden, foi esposa de João Ângelo da Sírmia, com quem teve duas filhas;
- Iolanda de Vianden (m. 16 de agosto de 1283), foi prioresa de Marienthal, de 1258 a 1283.